# Lucius Lamar
Pour les articles homonymes, voir Lamar.
Lucius Quintus Cincinnatus Lamar II, dit Lucius Lamar, né le 17 septembre 1825 à Eatonton (Géorgie) et mort le 23 janvier 1893 à Vineville (Géorgie), est un homme politique et juriste américain. Membre du Parti démocrate, il est représentant du Mississippi entre 1857 et 1860 puis entre 1873 et 1877, sénateur du même État entre 1877 et 1885, secrétaire à l'Intérieur entre 1885 et 1888 dans la première administration du président Grover Cleveland puis juge de la Cour suprême des États-Unis entre 1888 et 1893.